# Loir-et-Cher
Pour les articles homonymes, voir Loir et Cher.
Cet article concerne le département. Pour la chanson, voir Le Loir-et-Cher.
Le Loir-et-Cher (/lwa.ʁ‿e.ʃɛʁ/) est un département français situé dans la région Centre-Val de Loire. Son nom provient de deux rivières le traversant, le Loir au nord et le Cher au sud. Sa préfecture est Blois. L'Insee et La Poste lui attribuent le code 41.

## Identité
La création des départements en 1790 ne collant pas exactement aux précédentes subdivisions territoriales du royaume de France, le Loir-et-Cher a historiquement peiné à se constituer une identité départementale.
En effet, le 41e département de France est une réunion approximative des comtés rivaux de Blois et de Vendôme, agglomérés d'ajustements effectués les anciens duchés de Touraine, d'Orléanais et de Berry. Ses habitants, au travers des noms des communes constituées depuis la Révolution, préfèrent généralement se rattacher aux régions naturelles (la Sologne, la Beauce et le Perche) et aux cours d'eau (la Loire, le Loir et le Cher en tête) plutôt qu'aux anciennes provinces.
Le département s'unit cependant sur son attraction touristique, d'une part grâce à un riche patrimoine historique couplé à des activités modernes à l'image des parcours cyclables (ex. : La Loire à Vélo), du ZooParc de Beauval (à Saint-Aignan) ou du Center Parcs des Hauts de Bruyères (à Chaumont-sur-Tharonne) ; mais également par la forte présence d'espaces naturels propre à la Sologne et à la Beauce.

## Histoire

### Dates clés sur le territoire
- vers 497 : Conquête du bassin blésois par Clovis Ier
- 832 : Création du titre de comte de Blois en faveur de Guillaume d'Orléans
- 834 : Bataille de Chouzy
- vers 940 : Seconde création du comté en faveur de Thibaud Ier, dit le Tricheur
- 5 juillet 1194 : Bataille de Fréteval, entre Philippe Auguste et Richard Coeur de Lion
- 16 mars 1227 : Signature du traité de Vendôme mettant fin à la révolte des barons, par Blanche de Castille, alors régente de son fils Louis IX
- du 30 août au 6 septembre 1356 : Seconde chevauchée du Prince Noir
- du 24 au 27 avril 1429 : Passage de Jeanne d'Arc dans le Blésois
- de fin août au 10 octobre 1458 : Procès du duc d'Alençon pour haute trahison tenu à Vendôme par Charles VII
- 22 septembre 1504 : Signature du traité de Blois entre Louis XII, Maximilien d'Autriche, et Philippe Ier le Beau, qui prévois notamment le mariage entre Claude de France et Charles de Habsbourg
- février 1515 : Érection du comté de Vendôme en duché-pairie
- 23 décembre 1588 : Assassinat du duc de Guise
- 19 novembre 1589 : Prise de Vendôme, alors aux mains de la ligue, par Henri IV.
- 2 février 1660 : Intégration définitive du comté de Blois au domaine royal
- 1er juillet 1697 : Création du diocèse de Blois
- 1712 : Rattachement du duché de Vendôme au domaine royal
- 4 mai 1724 : Inauguration du pont Jacques-Gabriel
- 4 mars 1790 : Création du département
- de 1815 à 1818 : Occupation prussienne au nord de la Loire
- 2 avril 1846 : Ouverture de la ligne ferroviaire Orléans-Blois-Tours
- 3 juin 1856 : Pire inondation de la Loire connue depuis la Révolution
- 28 janvier 1871 : Bataille de Blois-Vienne et début de l'occupation prussienne de 1871
- 10 mai 1871 : Libération du Loir-et-Cher à la suite du traité de Francfort
- du 15 au 18 juin 1940 : Bombardements allemands sur Blois
- 24 octobre 1940 : Entrevue de Montoire
- 1er septembre 1944 : Libération de Blois
- 30 mai 1952 : Premier spectacle son et lumière au monde, à Chambord
- 25 septembre 1990 : Mise en service de la gare TGV de Vendôme - Villiers-sur-Loir
- 14 septembre 2020 : Première utilisation sur le territoire de bombardiers d'eau pour lutter contre un incendie[1]

### Femmes et hommes célèbres
On peut citer parmi les personnages célèbres liés à l’histoire du territoire du département :
- Thibaud le Tricheur, vicomte de Blois s'étant élevé comte aux dépens d'Hugues Capet, et figure de la montée du féodalisme en France médiévale,
- Adèle de Normandie, fille de Guillaume le Conquérant, mariée au comte Étienne II de Blois,
- Étienne d'Angleterre, fils de la précédente, devenu roi d'Angleterre entre 1135 et 1154,
- Jeanne d'Arc, héroïne nationale de la guerre de Cent Ans,
- Louis XII, d'abord comte de Blois, puis sacré roi de France et symbole de la Renaissance française,
- Anne de Bretagne, épouse du précédent,
- La reine Claude, fille de Louis XII et d'Anne de Bretagne,
- François Ier, successeur de Louis XII et époux de la précédente,
- Léonard de Vinci, émigré d'Italie, est à l'origine de plusieurs édifices du département,
- Pierre de Ronsard, poète,
- Antoine Boësset, musicien à la cour de Louis XIII, surintendant de la Musique de la Chambre du roi de 1623 à 1643.
- Gaston d’Orléans, dernier comte de Blois,
- le maréchal Maunoury,
- l’abbé Grégoire, évêque de Blois au moment de la Révolution, élu député à la Constituante,
- Augustin Thierry, historien,
- Jean-Eugène Robert-Houdin, mondialement connu pour ses tours de magie,
- Denis Papin, physicien et inventeur,
- Victor-Auguste Poulain, fondateur du Chocolat Poulain,
- Jack Lang, ministre de la Culture à l'origine de la fête annuelle de la musique, puis maire de Blois.
- Niro, rappeur, a passé une partie de sa jeunesse à Blois.
- Clémence Chéreau, championne cycliste, est originaire de Troo, commune du département.

## Emblèmes

### Blason
| Blason | Blasonnement : « Coupé ondé, au premier d'azur aux deux fleurs de lys d'or surmontées d'un lambel d'argent, au second aussi d'or à la fleur de lys aussi d'azur. » |

## Géographie

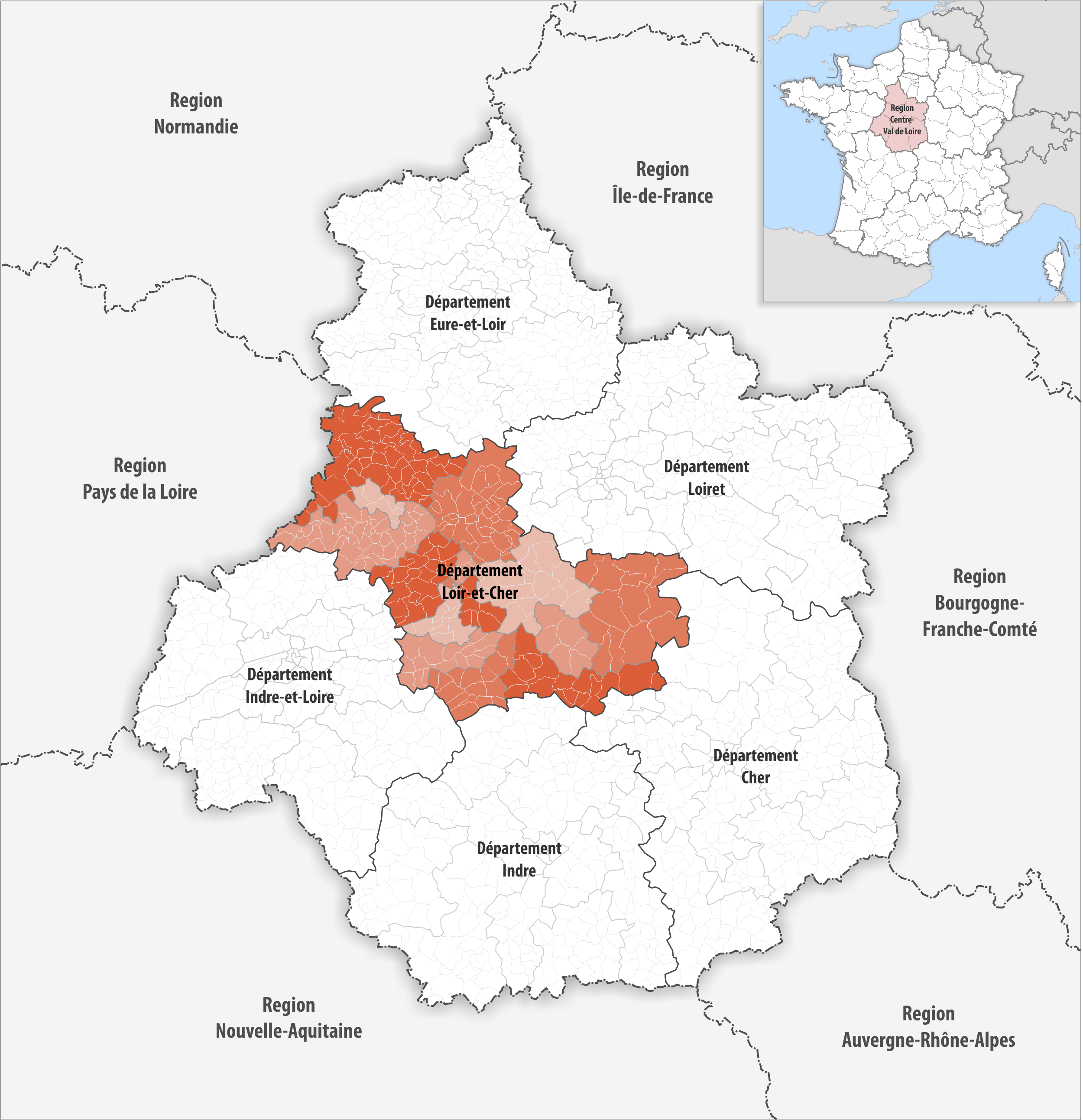
Carte du Loir-et-Cher en région Centre.

Le département de Loir-et-Cher fait partie de la région Centre-Val de Loire. Limitrophe des départements d’Eure-et-Loir, du Loiret, du Cher, de l’Indre, d’Indre-et-Loire et de la Sarthe, il est situé au centre-ouest de la France .
Le Loir-et-Cher a une superficie de 6 343 km2 qui le place au 31e rang national. Il bénéficie d’une situation géographique privilégiée, au cœur de la région Centre-Val de Loire et au sud du Bassin parisien. L’axe ligérien, vivant et dynamique, rapproche Blois, préfecture du département, des deux grandes agglomérations voisines, Orléans (capitale régionale et préfecture du Loiret) et Tours (préfecture d’Indre-et-Loire).
Situé aux confins du Perche, de la Beauce, de la Sologne et de la Touraine, le Loir-et-Cher trouve son identité territoriale dans la diversité de ses paysages. Parcouru en son centre par la Loire, il est aussi traversé par deux rivières importantes qui lui donnent son nom, le Loir au nord-ouest et le Cher au sud, qui constituent des foyers majeurs de population hors de l’agglomération blésoise. Le département se caractérise aussi par de nombreux étangs principalement localisés en Sologne.

### Paysages
Contrasté dans ses paysages de par sa géodiversité, le Loir-et-Cher possède également une remarquable biodiversité et un réseau hydrographique cumulant plus de 4 000 kilomètres de cours d’eau.

Paysages du Loir-et-Cher :
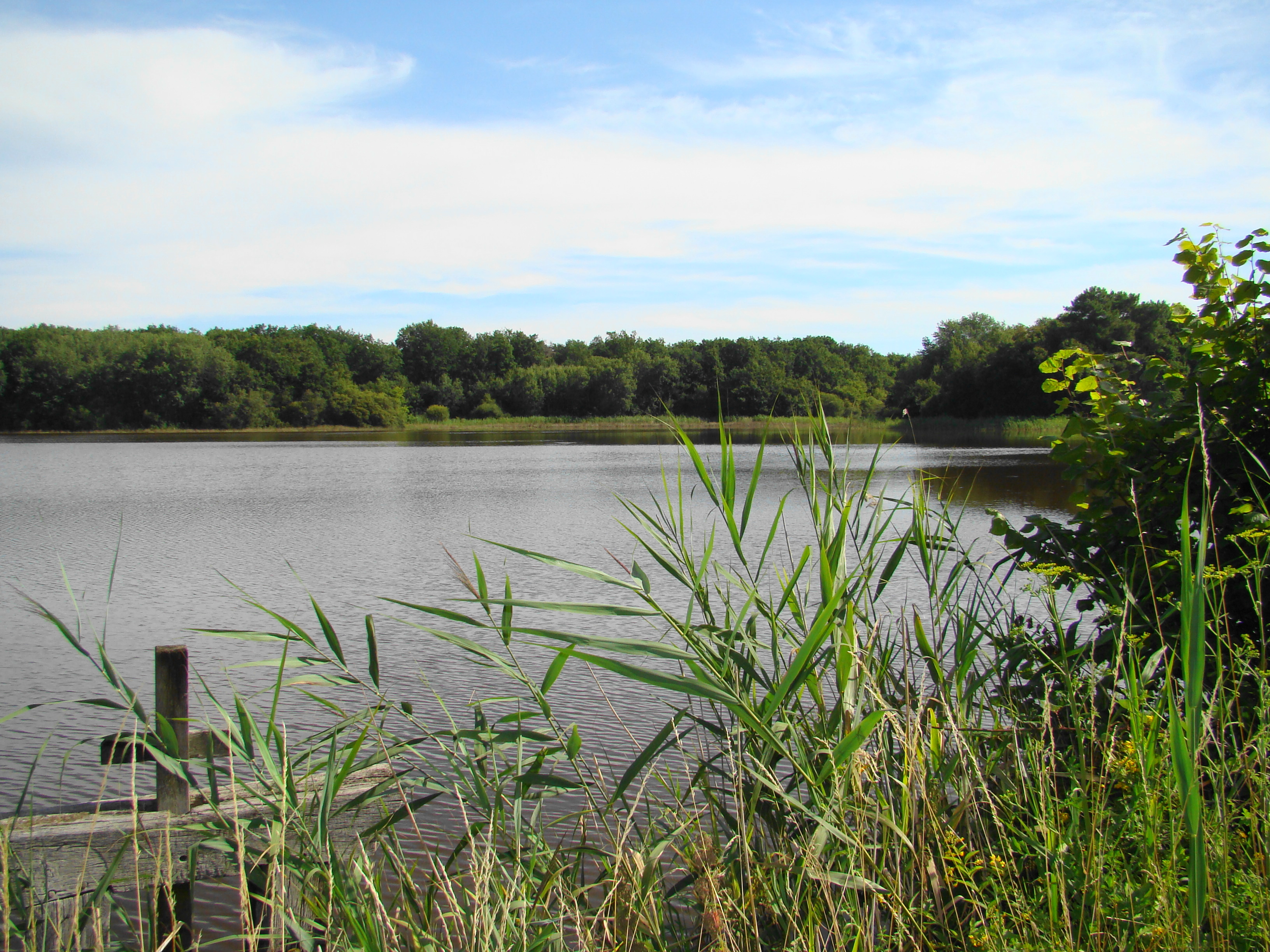
Un étang de la Sologne entre Lassay-sur-Croisne et Pruniers-en-Sologne, dans le sud-est.
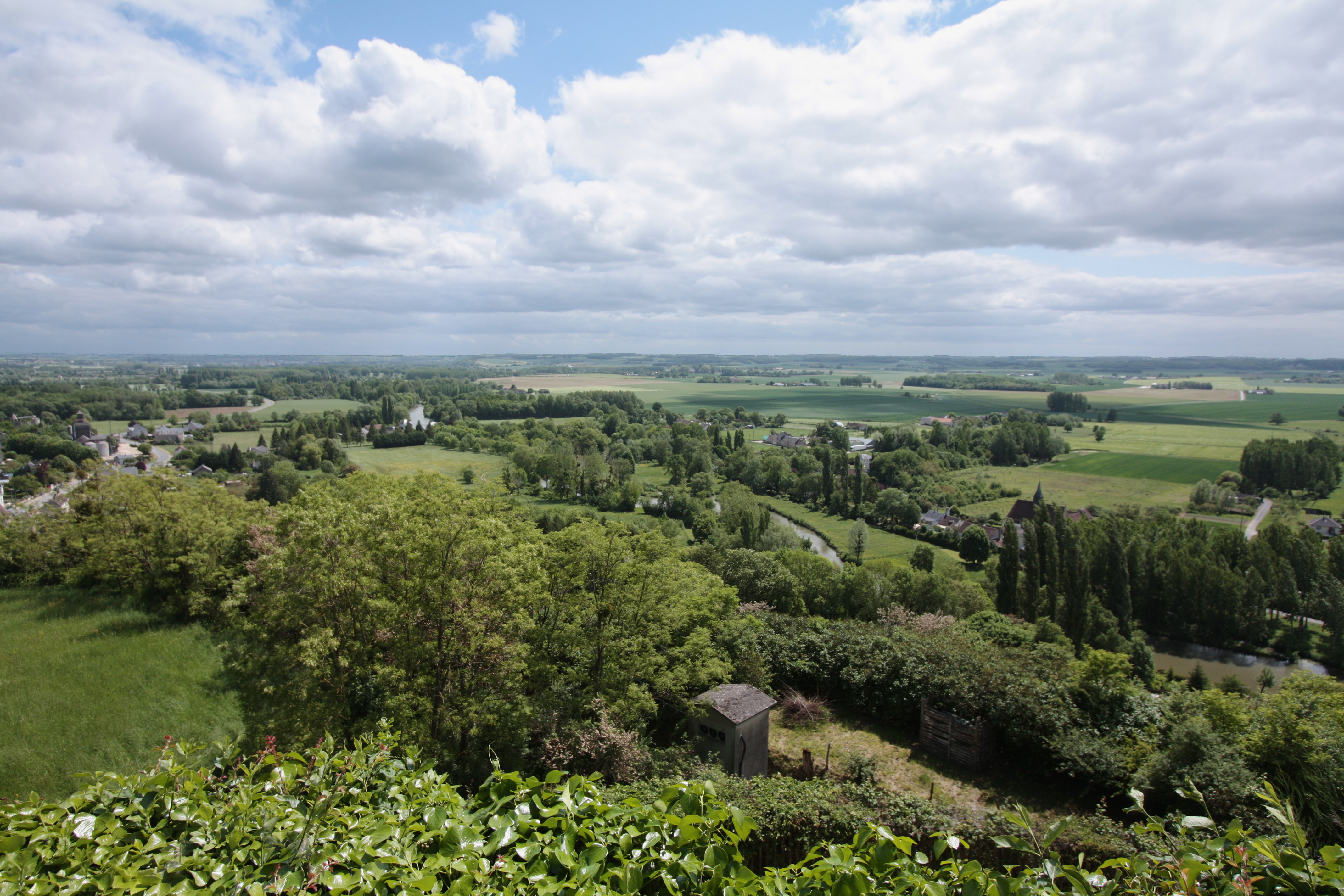
Troo, dans le nord-ouest.
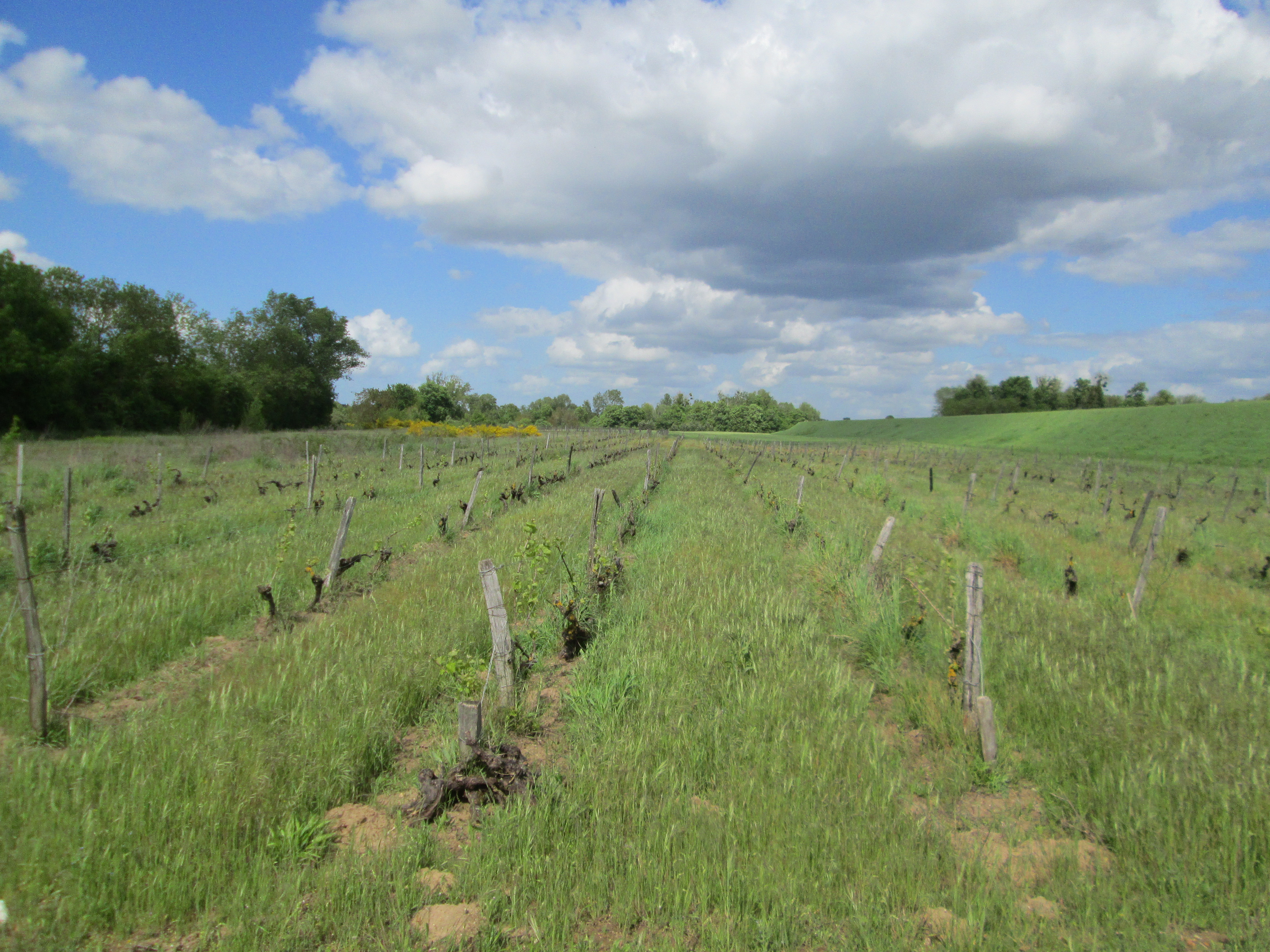
Vignoble de la vallée de la Loire, dans le centre.

### Relief

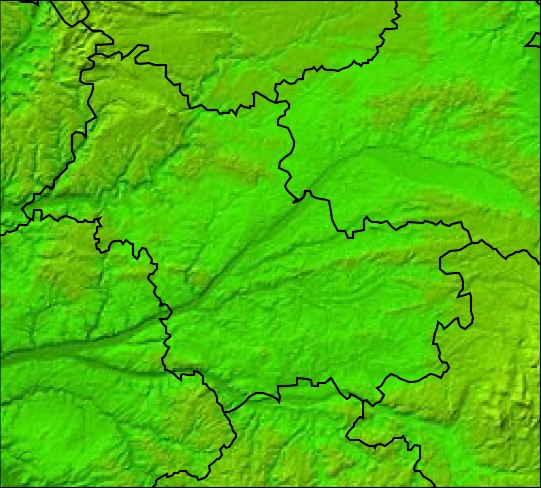
Topographie du Loir-et-Cher.

Le Loir-et-Cher est un département de plaine dont le point culminant (256 m) est à Bouffry (la table d’orientation est à la sortie du bourg de Fontaine-Raoul sur un domaine appartenant à Bouffry). Les principales vallées du département se concentrent le long du fleuve de la Loire (entre Rilly-sur-Loire et Avaray, en passant par Blois et Chaumont-sur-Loire), du Loir (entre Montoire-sur-le-Loir et Morée en passant par Vendôme), et du Cher (entre Saint-Georges-sur-Cher et Mennetou-sur-Cher, en passant par Montrichard). Le reste du département est relativement plat, en Sologne ou en Beauce.

### Géologie
Le sous-sol du Loir-et-Cher est uniquement constitué de roches sédimentaires âgées du Mésozoïque (Crétacé), du Cénozoïque (Paléocène et Pliocène) et du Quaternaire. Le Loir-et-Cher occupe une partie du bassin parisien, l’un des trois bassins sédimentaires en France.
Les régions naturelles du Loir-et-Cher sont largement liées à la nature du sous-sol. Ainsi, le Val de Loire est occupé par les alluvions quaternaires déposées par le fleuve ligérien. La forêt de Sologne repose sur un sous-sol argilo-sableux formé du Miocène au Pliocène (formation des sables et argiles de Sologne), ainsi que sur des alluvions quaternaires des hautes terrasses. À Pontlevoy et Contres, des sables fossilifères marins, les faluns du Blésois, se sont formés au cours du Langhien. La Beauce, vaste région agricole, voit affleurer les formations lacustres du calcaire de Beauce (Aquitanien), du calcaire d’Etampes (Rupélien) et du calcaire de Touraine (Lutétien-Priabonien). La fertilité du « grenier de la France » est assurée par une mince couche de lœss (jusqu’à 1 m) déposée lors des différentes périodes glaciaires et interglaciaires du Quaternaire.
Le sous-sol de la Gâtine beauceronne est composé de sables, d’argiles et de conglomérats, des roches siliceuses et argilo-siliceuses formées par l’altération de roches plus anciennes au cours du Paléocène et de l’Éocène. Ces roches, peu propices à la culture, affleurent aussi dans les Gâtines tourangelle et berrichonne et dans le Perche. Le long des vallées du Loir et du Cher, des calcaires crayeux et des calcaires plus ou moins siliceux (tuffeau) âgés du Turonien au Campanien affleurent et ont largement été exploités en carrières (ex. tuffeau blanc de Bourré). Au sud de Mennetou-sur-Cher et dans le Perche (ex. vers Sargé-sur-Braye), les sables des formations des sables du Perche et des sables de Vierzon affleurent difficilement. Ces roches d’origine marine datent du Cénomanien. Les roches les plus anciennes du Loir-et-Cher sont des argiles sableuses et des marnes formées au cours de l’Albien, qui affleurent sur la commune de Maray,,.

### Occupation du sol
Le Loir-et-Cher est recouvert pour un tiers de sa superficie de forêts et milieux semi-naturels (arbustes, espaces ouverts). Il est le département le plus boisé de la région.
Avec 4,1 % d’artificialisation, le département est proche de la moyenne régionale (4,4 %), le Centre-Val de Loire restant une des régions les moins artificialisées de France en 2018. Sur la période 2012 - 2018, l’artificialisation s’est stabilisée dans le département. Néanmoins, d’après les fichiers fonciers, une des 6 communes de la région concernées par des flux de plus de 100 hectares sur la période 2009-2018 est située dans le département : Le Controis-en-Sologne.

### Communes

#### Records de superficie
Au 1er janvier 2023, le Loir-et-Cher compte 267 communes. La plus vaste est Beauce la Romaine (avec 136,51 km2), tandis que la plus petite est Saint-Jacques-des-Guérets (1,81 km2).

### Réseaux de communication et transports

Les principaux axes de communication du Loir-et-Cher.

## Économie

### Secteurs d'activités principaux

#### Agriculture
Le Loir-et-Cher regroupe traditionnellement les dix petites régions agricoles du département en quatre sous-ensembles :
- le Perche (nord du Loir) ;
- la Beauce (nord de la Loire) ;
- la grande Sologne (sud de la Loire) ;
- la Sologne viticole (sud de la Loire).

La diminution continue du nombre des actifs agricoles depuis plusieurs années[Quand ?] se traduit à la fois par un accroissement progressif de la taille des exploitations, notamment dans les zones d’élevage et de grandes cultures du Perche et de la Beauce et, au sud de la Loire, par une tendance à la désertification.
Dans ce cadre, les principales caractéristiques de l’agriculture de Loir-et-Cher sont les suivantes :
- une prédominance des grandes cultures (céréales et oléo-protéagineux) au nord de la Loire ;
- une production viticole ancienne, importante et de qualité ;
- des productions spécialisées, porteuses d’image pour le département : asperges, fraises ;
- un élevage bien implanté : bovins et porcins, en particulier ;
- la sylviculture, qui est un enjeu économique important, avec 200 000 ha de forêts de production.

#### Industrie
Le secteur secondaire s’appuie sur des filières privilégiées :
- aéronautique ;
- agro-alimentaire ;
- secteur pharmaceutique ;
- la logistique ;
- BTP.

#### Tertiaire
Le Loir-et-Cher possède plusieurs branches du tertiaire développées :  
- le secteur des nouvelles technologies de l’information et de la distribution ;
- le tourisme : 150 monuments sont classés et 285 sont inscrits à l’inventaire supplémentaire du département. Les villes de Blois et Vendôme bénéficient du label « ville d’art et d’histoire » délivré par le ministère de la Culture.

### Emploi en Loir-et-Cher

#### Population active et chômage
Depuis 2009, les chiffres de l'emploi ont évolué tels que suit :
|                     | 2009   | 2014   | 2020   |
| ------------------- | ------ | ------ | ------ |
| Population active   | 73,1 % | 74,7 % | 75,2 % |
| dont actifs         | 65,6 % | 65,5 % | 66,8 % |
| dont chômeurs       | 7,5 %  | 9,3 %  | 8,4 %  |
| Population inactive | 26,9 % | 25,3 % | 24,8 % |
| dont étudiants      | 7,6 %  | 7,8 %  | 8,3 %  |
| dont retraités      | 11,3 % | 10,2 % | 8,5 %  |

Le chômage affecte principalement les jeunes de 15 à 24 ans atteignant les 23,5 % en 2020, contre 10 % chez les actifs de 25 à 55 ans et 9,4 % chez les plus de 56 ans.

#### Emploi salarié
Le département est avant tout tertiaire, mais conserve une activité agricole et industrialisé non-négligeable. En 2020, l'emploi salarié représentait 87,2 % de l'emploi total. Depuis 1997, la répartition de l’emploi salarié a évolué telle que suit :
| Secteur     | 1997 [réf. nécessaire] | 2009   | 2014   | 2020   |
| ----------- | ---------------------- | ------ | ------ | ------ |
| Tertiaire   | 63,2 %                 | 68,7 % | 69,9 % | 71 %   |
| Industrie   | 27,3 %                 | 18,8 % | 18,3 % | 17,3 % |
| Agriculture | 3 %                    | 4,8 %  | 4,3 %  | 4,3 %  |
| BTP         | 6 %                    | 7,7 %  | 7,4 %  | 7,4 %  |

Le secteur tertiaire continue à progresser sans pour autant atteindre les valeurs régionales et nationales. Le secteur secondaire reste sensiblement supérieur à la moyenne nationale et se situe au deuxième rang de la région Centre. Bien que décroissante, l’agriculture représente toujours une part significative de l’économie.
Les principaux employeurs du Loir-et-Cher sont les entreprises BorgWarner (à Blois), Saint-Michel (Blois et Contres), EDF (Saint-Laurent-des-Eaux), Bosch (Vendôme) et Thales (Vendôme).

#### Emploi non-salarié
En 2020, 12,8 % des travailleurs étaient déclarés comme non-salariés, parmi lesquels 35,4 % étaient des femmes.

## Démographie

### Généralités
En 2022, le département comptait 328 953 habitants, en évolution de −1,15 % par rapport à 2016 (France hors Mayotte : +2,11 %).
| 1791 | 1801    | 1806    | 1821    | 1826    | 1831    | 1836    | 1841    | 1846    |
| ---- | ------- | ------- | ------- | ------- | ------- | ------- | ------- | ------- |
| -    | 209 957 | 218 740 | 227 527 | 230 666 | 235 750 | 244 043 | 249 462 | 256 833 |

| 1851    | 1856    | 1861    | 1866    | 1872    | 1876    | 1881    | 1886    | 1891    |
| ------- | ------- | ------- | ------- | ------- | ------- | ------- | ------- | ------- |
| 261 892 | 264 043 | 269 029 | 275 757 | 268 801 | 272 634 | 275 713 | 279 214 | 280 392 |

| 1896    | 1901    | 1906    | 1911    | 1921    | 1926    | 1931    | 1936    | 1946    |
| ------- | ------- | ------- | ------- | ------- | ------- | ------- | ------- | ------- |
| 278 153 | 275 538 | 276 019 | 271 231 | 251 528 | 248 099 | 241 592 | 240 908 | 242 419 |

| 1954    | 1962    | 1968    | 1975    | 1982    | 1990    | 1999    | 2006    | 2011    |
| ------- | ------- | ------- | ------- | ------- | ------- | ------- | ------- | ------- |
| 239 824 | 250 741 | 267 896 | 283 686 | 296 220 | 305 937 | 314 968 | 325 182 | 331 280 |

| 2016    | 2021    | 2022    | - | - | - | - | - | - |
| ------- | ------- | ------- | - | - | - | - | - | - |
| 332 769 | 328 504 | 328 953 | - | - | - | - | - | - |

### Pyramide des âges
En 2020, la population locale est plus âgée que la moyenne française :
- Loir-et-Cher – 60 ans et plus : 32,1 % de la population ;
- France – 60 ans et plus : 26,4 % de la population.

À l'inverse, la proportion de personnes ayant moins de 30 ans est inférieure à la moyenne française :
- Loir-et-Cher – 30 ans et moins : 30,9 % de la population ;
- France – 30 ans et moins : 35,3 % de la population.

La catégorie des plus de 60 ans progresse plus vite que les autres tranches d'âges. L'indice de fécondité est de 1.87 enfant par femme en 2018, au niveau de l'indice de fécondité national (1.88 enfant par femme en 2018).
| Hommes | Classe d’âge | Femmes |
| ------ | ------------ | ------ |
| 1,1    | 90 ou +      | 2,6    |
| 9,2    | 75-89 ans    | 11,9   |
| 19,7   | 60-74 ans    | 20,4   |
| 20,7   | 45-59 ans    | 20     |
| 16,5   | 30-44 ans    | 16,2   |
| 15,2   | 15-29 ans    | 13,2   |
| 17,6   | 0-14 ans     | 15,7   |

| Hommes | Classe d’âge | Femmes |
| ------ | ------------ | ------ |
| 0,7    | 90 ou +      | 1,9    |
| 7,0    | 75-89 ans    | 9,5    |
| 16,6   | 60-74 ans    | 17,5   |
| 20,0   | 45-59 ans    | 19,5   |
| 18,8   | 30-44 ans    | 18,3   |
| 18,3   | 15-29 ans    | 16,7   |
| 18,6   | 0-14 ans     | 16,7   |

### Densité
En 2022, la densité de la population loir-et-chérienne (51,9 hab./km2) est très inférieure à la moyenne nationale (107,1 hab./km2). L’armature urbaine s’appuie sur trois villes moyennes peuplées de plus de 10 000 habitants (Blois, Vendôme et Romorantin-Lanthenay) et sur un maillage de pôles secondaires et de bourgs centres qui structurent la vie locale. Les aires de population stable ou croissante correspondent à ces trois centres urbains.
| Nom                      | Code Insee | Intercommunalité                    | Superficie (km2) | Population (dernière pop. légale) | Densité (hab./km2) | Modifier                                    |
| ------------------------ | ---------- | ----------------------------------- | ---------------- | --------------------------------- | ------------------ | ------------------------------------------- |
| Blois                    | 41018      | CA de Blois « Agglopolys »          | 37,46            | 47 092 (2022)                     | 1 257              | modifier les données · modifier les données |
| Romorantin-Lanthenay     | 41194      | CC du Romorantinais et du Monestois | 45,31            | 18 377 (2022)                     | 406                | modifier les données · modifier les données |
| Vendôme                  | 41269      | CA Territoires Vendômois            | 23,89            | 15 566 (2022)                     | 652                | modifier les données · modifier les données |
| Vineuil                  | 41295      | CA de Blois « Agglopolys »          | 22,34            | 8 050 (2022)                      | 360                | modifier les données · modifier les données |
| Le Controis-en-Sologne   | 41059      | CC Val-de-Cher-Controis             | 100,41           | 6 787 (2022)                      | 68                 | modifier les données · modifier les données |
| Mer                      | 41136      | CC Beauce Val de Loire              | 26,47            | 6 294 (2022)                      | 238                | modifier les données · modifier les données |
| Salbris                  | 41232      | CC de la Sologne des Rivières       | 106,61           | 4 880 (2022)                      | 46                 | modifier les données · modifier les données |
| Lamotte-Beuvron          | 41106      | CC Cœur de Sologne                  | 23,34            | 4 519 (2022)                      | 194                | modifier les données · modifier les données |
| La Chaussée-Saint-Victor | 41047      | CA de Blois « Agglopolys »          | 6,63             | 4 488 (2022)                      | 677                | modifier les données · modifier les données |
| Saint-Laurent-Nouan      | 41220      | CC du Grand Chambord                | 60,98            | 4 249 (2022)                      | 70                 | modifier les données · modifier les données |
| Selles-sur-Cher          | 41242      | CC Val-de-Cher-Controis             | 25,74            | 4 225 (2022)                      | 164                | modifier les données · modifier les données |
| Montoire-sur-le-Loir     | 41149      | CA Territoires Vendômois            | 21,02            | 3 678 (2022)                      | 175                | modifier les données · modifier les données |
| Montrichard Val de Cher  | 41151      | CC Val-de-Cher-Controis             | 19,20            | 3 641 (2022)                      | 190                | modifier les données · modifier les données |
| Mont-près-Chambord       | 41150      | CC du Grand Chambord                | 28,51            | 3 360 (2022)                      | 118                | modifier les données · modifier les données |
| Beauce la Romaine        | 41173      | CC des Terres du Val de Loire       | 136,51           | 3 350 (2022)                      | 25                 | modifier les données · modifier les données |

Au contraire, la Madeleine-Villefrouin est la commune la moins peuplée du département (seulement 32 hab) ; Chambord occupe d'ailleurs la 8e position (92 hab).

## Culture

### Médias

#### Presse écrite
Depuis sa création en 1944, La Nouvelle République du Centre-Ouest (souvent appelée La NR) représente le quotidien de référence en Loir-et-Cher. Basée à Tours (Indre-et-Loire), le journal possède une antenne à Blois et compte des correspondants locaux couvrant les différentes zones du Loir-et-Cher.
Les agglomérations principales bénéficient également de journaux localement ciblés. Par exemple, Blois Mag est un mensuel édité par la municipalité centré sur Blois et son Agglopolys, tandis que Vendôme a Le Petit Vendômois. Romorantin-Lanthenay est quant à elle le siège du bimensuel du Petit Solognot (éditions CPE) et du trimensuel En Sologne.
pas nota

#### Radio
Les principales stations de radio émettrices du département sont :
- Studio Zef
- Sweet FM, héritière de l'historique Plus FM basée à Blois.

### Dans la culture populaire
Le département de Loir-et-Cher est connu en France notamment grâce à la chanson de Michel Delpech écrite en 1977 « Le Loir-et-Cher » qui a connu un succès fulgurant à cette époque, et qui décrit les rapports du chanteur avec sa famille, qui habite ce département. On le retrouve également cité dans la chanson « John » de Desireless comme symbole d’espace rural banal.

## Tourisme
Le Cœur Val de Loire, nom de destination touristique de Loir-et-Cher, a la plus forte spécificité touristique de la région Centre. Le département abrite ainsi plus d’un millier d’établissements touristiques.
En plus d’un patrimoine naturel important, le Loir-et-Cher compte :
- 24 châteaux ouverts au public, dont cinq sont propriétés de l’État,
- plus d’une trentaine de musées,
- de nombreux manoirs et édifices religieux.

Avec plus de 2 000 000 de  visiteurs en 2023,, le ZooParc de Beauval à Saint-Aignan est le lieu le plus visité non seulement du département mais aussi de la région, devant les châteaux de Chenonceau (Indre-et-Loire) et de Chambord (1 148 509 de visiteurs en 2023).

### Patrimoine

#### Patrimoine architectural
Malgré les destructions de la Seconde Guerre mondiale et les transformations ponctuelles, le Loir-et-Cher regorge d'un impressionnant nombre de châteaux, de manoirs, d'hôtels particuliers ou d'autres monuments historiques.
Le département est également hôte du pont-canal sur la Sauldre, vestige remarquable du canal de Berry.
Le pont Jacques-Gabriel, à Blois, est célèbre pour sa forme en dos-d'âne ; il est le dernier de ce type encore existant sur la Loire.

#### Patrimoine naturel

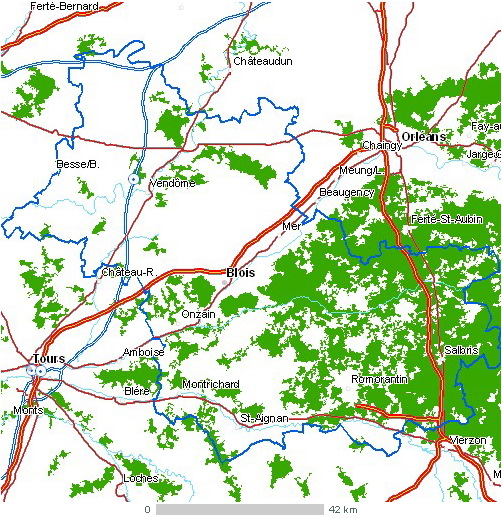
Carte des forêts en Loir-et-Cher.

Principaux espaces boisés du Loir-et-Cher
| Forêt               | Superficie | Statut          |
| ------------------- | ---------- | --------------- |
| Parc de Chambord    | 5 440 ha   | forêt domaniale |
| Forêt de Marchenoir | 5 070 ha   | forêt domaniale |
| Forêt de Boulogne   | 4 075 ha   | forêt domaniale |
| Forêt de Russy      | 3 250 ha   | forêt domaniale |
| Forêt de Blois      | 2 734 ha   | forêt domaniale |

### Les résidences secondaires
Selon le recensement général de la population du 1er janvier 2020, 7,9 % des logements disponibles dans le département étaient des résidences secondaires ; quand 10,9 % étaient vacants.
Ce tableau indique les principales communes de Loir-et-Cher dont les résidences secondaires et occasionnelles dépassent 10 % des logements totaux en 2008 :
| Commune                | Population SDC | Nombre de logements | Résidences secondaires | % résidences secondaires |
| ---------------------- | -------------- | ------------------- | ---------------------- | ------------------------ |
| Chaumont-sur-Tharonne  | 1 076          | 1 344               | 851                    | 63,36 %                  |
| Souesmes               | 1 116          | 810                 | 199                    | 24,63 %                  |
| Gièvres                | 2 217          | 1 072               | 184                    | 17,17 %                  |
| Saint-Georges-sur-Cher | 2 343          | 1 338               | 220                    | 16,43 %                  |
| Onzain                 | 3 432          | 1 826               | 259                    | 14,20 %                  |
| Nouan-le-Fuzelier      | 2 496          | 1 393               | 166                    | 11,93 %                  |
| Noyers-sur-Cher        | 2 833          | 1 479               | 154                    | 10,44 %                  |

Sources :
- Source Insee, chiffres au 1er janvier 2008.

## Politique et administration

### Politique

Découpage électoral du Loir-et-Cher en vigueur.

Le Loir-et-Cher est divisé en 3 circonscriptions électorales envoyant un député à l’Assemblée nationale : 
- Loir-et-Cher 1, représentant le cœur du département dont Blois ;
- Loir-et-Cher 2, représentant le sud dont Romorantin-Lanthenay ;
- Loir-et-Cher 3, représentant le nord dont Vendôme.

### Régimes d'intercommunalité

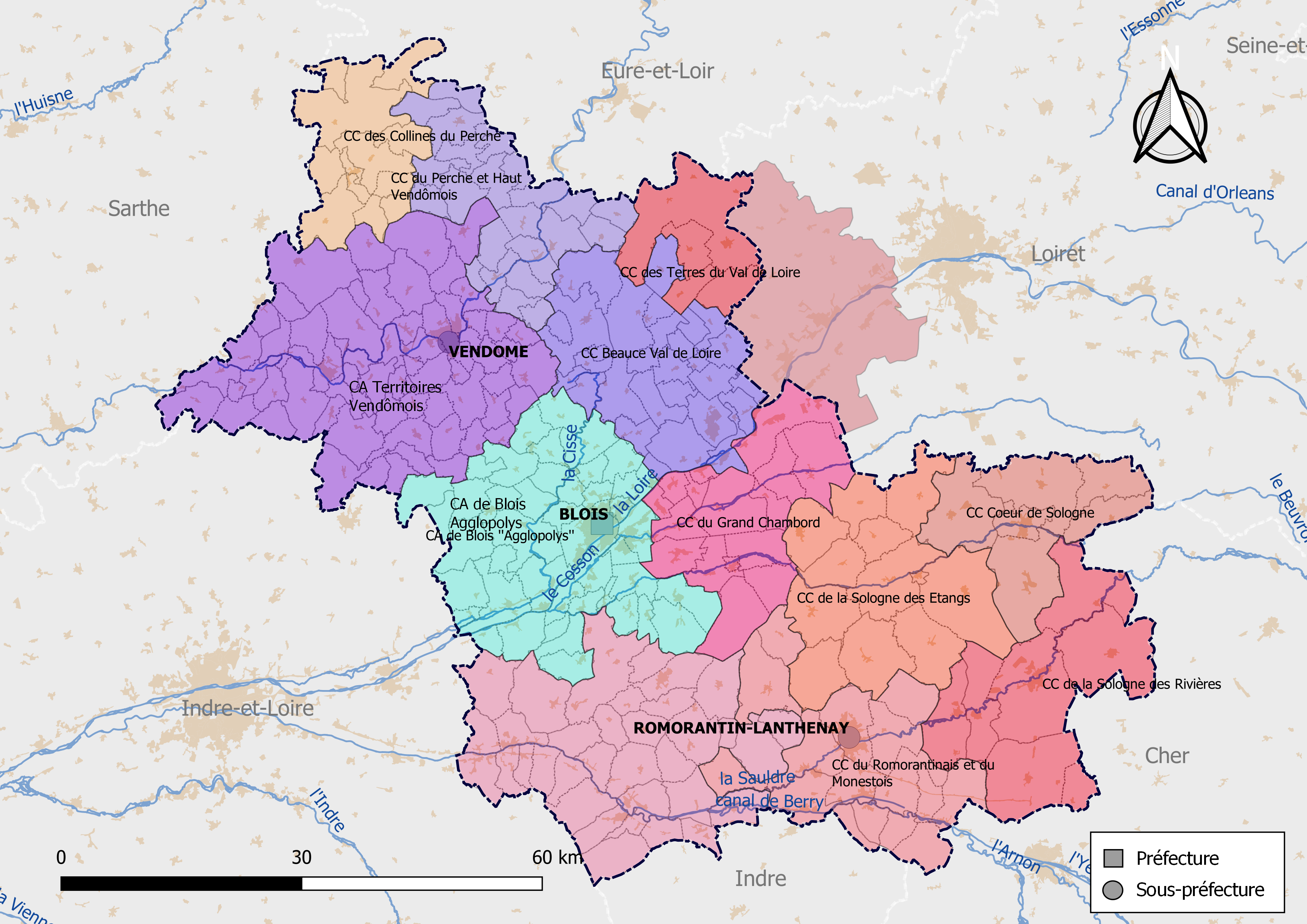
Carte des EPCI de Loir-et-Cher au 1er janvier 2019.

À ce jour[Quand ?], les communes du Loir-et-Cher se sont organisées autour de 10 communautés de communes (CC) et 2 d'agglomération (CA).

### Administration
- Liste des préfets de Loir-et-Cher